# Sandra Bekkari
Sandra Bekkari (Oostende, 18 juli 1973) is een Belgisch voedingsdeskundige en auteur van kookboeken.

## Biografie
Bekkari had tien jaar lang een sport- en wellnesscentrum te Oostende. Ze volgde rond 2008 een aantal cursussen aan de Open Universiteit in Nederland rond voeding en voedingsleer. Vervolgens schreef ze boeken over gezondheid en een aantal kookboeken. Daarnaast was ze ook tussen 2017 en 2019 elke weekdag te zien in het televisieprogramma Open Keuken op VTM. Om meer kijkers te trekken en de productiekosten te verlagen, werd het programma echter vervangen door Zot van koken met Loïc Van Impe.
Sinds 2018 brengt Bekkari ook diverse voedingsproducten en een kruidenlijn op de markt waaronder speltbrood, granola, notenmixen crackers en voedingsboxen. Ook heeft ze een een online coachingprogramma en sinds 2023 een app met recepten uit haar boeken.

## Persoonlijk
Bekkari is getrouwd en heeft een dochter uit een vorige relatie.

## Publicaties
- Slank en gezond (2010), gezondheidsboek
- Topchefs koken gezond
- Nooit meer diëten 1 (2015), gezondheidsboek
- Nooit meer diëten 2 (2015)
- Nooit meer diëten 3 (2016)
- Nooit meer diëten 4 (2017)
- Nooit meer diëten 5 (2018)
- Fast Food (2019), kookboek
- Fast Food 2 (2020), kookboek
- Fast Food 3 (2021), kookboek
- Fodmap - arm koken (2021), kookboek met Sofie De Laet
- Framily Food (2022), kookboek
- Help, ik kan het niet laten ! (2022), gezondheidsboek met Trees Peersman
- Lang Leve(n) Gezond (2023), gezondheidsboek
- Missie Gezond Gewicht - deel 1 (2024), kookboek
- Missie Gezond Gewicht - deel 2 (2024), kookboek

- International Standard Name Identifier: 0000 0003 6894 7084
- Nederlandse Thesaurus van Auteursnamen: 327771704
- Virtual International Authority File: 285192691
- WorldCat: E39PBJrGyTbjVFKrqGTpfrdmh3